# Henny Bal
Hendrik Anthonie (Henny) Bal (Rotterdam, 24 augustus 1915- december 2012) was een Nederlands kunstenaar.
Hij kreeg zijn opleiding aan de voorloper van de voorloper van de Willem de Kooning Academie te Rotterdam. Hij leerde er voornamelijk schilderen en tekenen. Voor wat betreft beeldhouwen is hij grotendeels autodidact. Binnen dat laatstgenoemde segment ontwierp meestentijds plastieken. Zijn schilderwerken vallen binnen het impressionisme en later abstractheid. Hij exposeerde tot in de jaren negentig in en om zijn woonplaats Noordwijk.
De architectuurgids van Delft over zijn bijdrage aan het EWI-gebouw te Delft:
"Dit zeer zichtbare gebouw is het icoon van de TU Delft. Het grossiert in superlatieven: het staat op palen met een totale lengte van twintig kilometer, de voorbouw in vier lagen langs de Mekelweg is 240 meter lang, de hoogbouw negentig meter hoog. Beide gebouwdelen zijn aan de voor- en achterzijde voorzien van vliesgevels. Tussen de metalen buitenpuien en de houten binnenpuien lopen werkgangen met kabelgoten, ventilatie en zonwering. De enorme stapeling van gestandaardiseerde laboratorium- en practica-eenheden aan weerszijden van een middengang dient om hoog in de lucht buitenantennes op te kunnen stellen. De hoogbouw is opgetrokken met stalen spanten, betonnen vloeren en stabiliteitsschijven. Het oogt slank doordat de voor- en achterzijde ten opzichte van elkaar zijn verschoven en de koppen felle kleuren hebben. Omdat hij kleurenblind was liet projectarchitect Drexhage de kleuren van zijn gebouwen bepalen door een kunstenaar, Henny Bal. Nog voor het voltooid was barstte de kritiek los. Elektrotechniek zou volgens studentenactivisten getuigen van ‘de smakeloosheid van een Amerikaanse tuinkabouter’, maar het vakblad Bouw vond het ‘een samenstel van schoonheid’"
Enkele kunstwerken:
- monument voor slachtoffers watersnoodramp Oude Tonge (1957)
- ”restanten” van kasteel Brittenburg (1960)
- kunstwerk aan een wijkgebouw in Noordwijk (1964)
- mozaiek, Sint Franciscusschool te Leiden
- wandversieringen Technische Universiteit Delft
- bevroren waterstralen in Katwijk nabij een brandweerkazerne

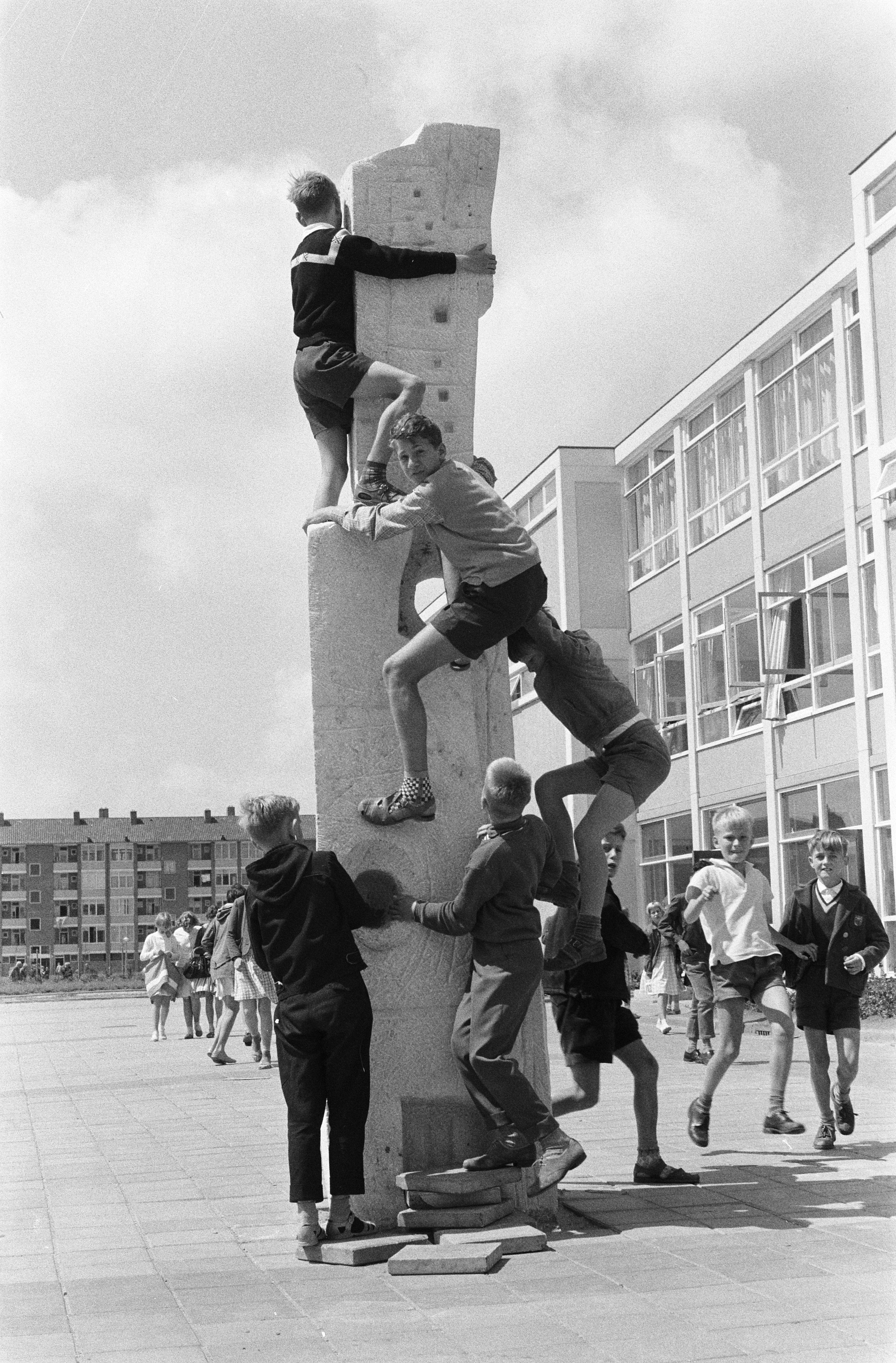
Buutpaal in Amsterdam Osdorp (verdwenen en zoek)
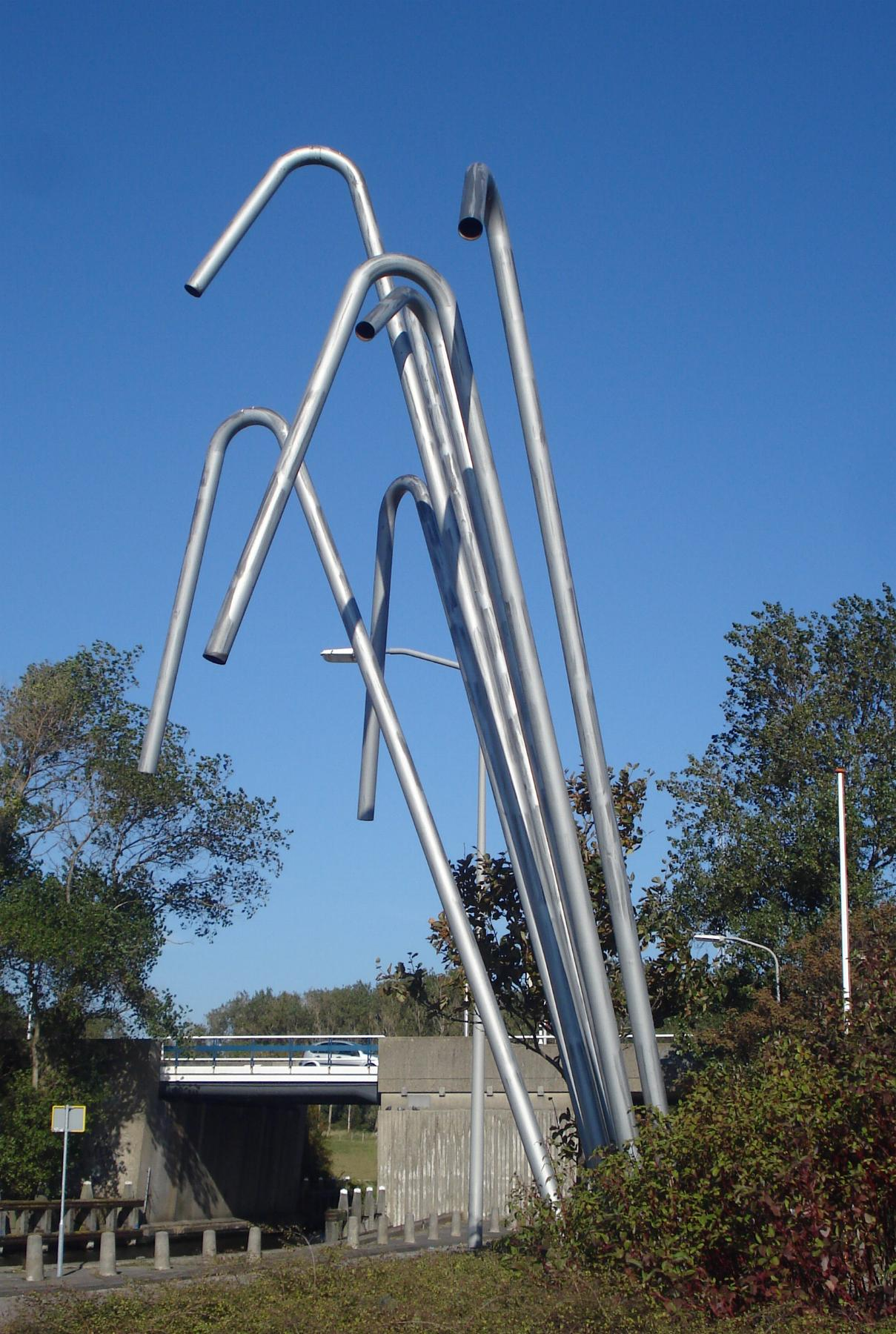
Bevroren waterstralen
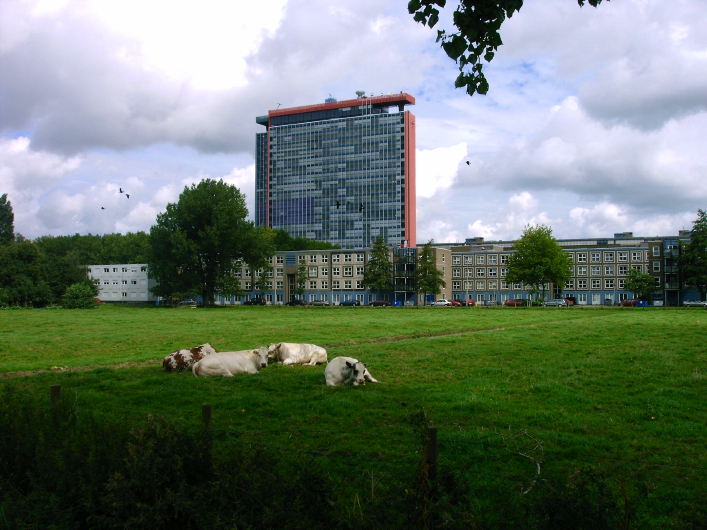
Kleuring afkomstig van Bal